# Kupar
Kupar (estn. ‚Samenkapsel‘) war ein estnischer Buchverlag mit Sitz in Tallinn.

## Vorgeschichte
Mit der Annexion Estlands durch die Sowjetunion im Juni 1940 endeten die freie Marktwirtschaft und der Privatbesitz von Produktionsmitteln in Estland. Alle bestehenden Verlage wurden aufgelöst. An ihre Stelle traten staatliche Verlage, die der Zensur unterworfen waren.

## Gründung und Tätigkeit der Verlagsgenossenschaft
Im Zuge der Singenden Revolution hegten zusehends auch die Autorinnen und Autoren den Wunsch, ihre Bücher unabhängig vom staatlichen Monopolverlag Eesti Raamat zu publizieren. Im April 1987 schlossen sich sieben namhafte Schriftsteller – Teet Kallas, Heino Kiik, Jaan Kross, Hans Luik, Mats Traat, Arvo Valton und Enn Vetemaa – zusammen und brachten pro Kopf 1000 Rubel als Grundkapital mit. Die Genossenschaft wurde unter dem Namen Kupar beim Tallinner Stadtsowjet sowie dem Schriftstellerverband registriert. Sie war der erste unabhängige Verlag in Sowjetestland.
Außer der Buchproduktion stand auch die Vergabe von Stipendien auf dem Programm des neuen Verlags. Im September 1987, noch vor Beginn der eigentlichen Verlagstätigkeit, erhielt der Schriftsteller Hando Runnel ein Jahresstipendium in Höhe von 6000 Rubeln. Nach der Wiedererlangung der Unabhängigkeit hatte Kupar auch eine Buchhandlung im Gebäude des Schriftstellerverbandes in der Tallinner Innenstadt. Dieser Laden wurde 2003, als Kupar in Konkurs ging, von einem anderen Betreiber übernommen.

## Buchpublikationen
Das erste Buch von Kupar erschien 1988, Heino Kiiks Roman Maria Siberimaal (‚Maria in Sibirien‘). Dies war der erste Roman, der sich der Aufarbeitung der weißen Flecken im estnischen Geschichtsbewusstsein widmete. Das Buch erschien in einer Auflage von 60.000 Exemplaren und war so schnell vergriffen, dass eine zweite Auflage mit der gleichen Stückzahl rasch folgte. Dadurch konnte der Verlag ein Jahr von den Erlösen leben. Die Übergangssituation in Estland wird illustriert durch den Umstand, dass das Buch die normale Verlagsangabe Eesti Raamat trug, lediglich erfolgte der Hinweis, dass Kupar die Ausgabe finanziell unterstützt habe. Das konnte auch bei späteren Büchern noch gelegentlich vorkommen.
Bekannte Autoren, die ihre Bücher bei Kupar verlegten, waren neben den genannten Gründern noch Maimu Berg, Raimond Kaugver, Mihkel Mutt, Eeva Park, Rein Raud, Paul-Eerik Rummo, Mats Traat und Mati Unt.